# 德陽シティ銀行
株式会社德陽シティ銀行（とくようシティぎんこう）は、かつて宮城県仙台市で営業していた第二地方銀行である。1997年11月26日に経営破綻した。

## 概要
1942年4月1日、宮城県内の無尽会社であった宮城無尽、太陽無尽、東北無尽が合併し三徳無尽として発足。1951年10月、相互銀行法の施行に基づき、德陽相互銀行に商号変更した。1975年には東証2部に上場（翌年同1部に指定替え）。古川市（現：大崎市）などから指定金融機関を受託していた。また、創業以来、早坂一族が経営を握っていた。
1980年5月、衆議院大蔵委員会において、德陽相互銀の簿外保証や土地転がし、さらに反社会勢力の関与する企業への融資など不祥事案が取り上げられた。これ以後、大蔵省の行政指導によって、数々の乱脈融資の処理が進められることとなった。しかし、乱脈融資の処理が遅々として進まず、経営は悪化した。
1989年2月、相銀が一斉に普通銀行へ転換した中、徳陽はそれを認められず、同年4月には創業家出身の早坂啓社長が会長に退き、日本銀行出身の甲斐秀雄副社長が後継として社長に昇格した。その後も普銀転換は認められず、1990年6月、大蔵省出身の大谷邦夫を新社長に迎え、同年8月に入り、ようやく普銀転換が認められた。最後まで普銀転換ができなかった東邦相互銀行（1992年伊予銀行が救済合併）を除けば最後の転換であった。
1994年4月20日、殖産銀行（現：きらやか銀行）と北日本銀行との3行合併を発表したが、北日本銀行の行員が德陽の抱える巨額の不良債権に強い懸念を抱いて合併は破談となった。1996年5月、大谷社長は相談役に退き、生え抜きの新井田時男専務が社長となるが、翌1997年11月26日、コール市場において資金調達ができず資金繰りに行き詰まり経営破綻した。同月には三洋証券（11月3日）、北海道拓殖銀行（11月17日）、山一證券（11月24日）と、金融機関の破綻が実に4件も相次いで起こるという、日本金融史上例を見ない「金融システム危機」の時期であった。
德陽シティは、仙台銀行などに営業譲渡して解散した（後述）。

## 沿革
- 1942年（昭和17年）4月1日 - 宮城無尽・太陽無尽・東北無尽の三社が合併し、「三徳無尽」として設立される。
- 1950年（昭和25年）11月 - 社長に早坂順一郎が就任。
- 1951年（昭和26年）10月 - 相互銀行化に伴い、「株式会社德陽相互銀行」に商号変更。
- 1975年（昭和50年）4月30日 - 東証2部に上場（証券コード：8547）。
- 1976年（昭和50年）9月1日 - 東証1部に指定替え。
- 1989年（平成元年）4月 - 日本銀行出身の甲斐秀雄副社長が社長に就任し、早坂一族以外から初の社長となった。
- 1990年（平成2年）8月 -  第二地方銀行となる。商号を「株式会社德陽シティ銀行」に変更。
- 1992年（平成4年）3月 -  台原森林公園隣接地にあった同行研修所跡地を仙台市に売却[注釈 3]。
- 1994年（平成6年）3月 - 「1995年をもって、北日本銀行および殖産銀行と合併し、新名称を『平成銀行』とする」と発表したが、後に徳陽シティ銀行の財務内容がネックとなり、破談となる。
- 1997年（平成9年）11月26日 - 経営破綻。仙台銀行などに営業譲渡を決定。
- 1998年（平成10年）11月16日 - 営業を終了。
- 1999年（平成11年）
  - 1月24日 - 会社解散に伴い、清算業務開始。
  - 3月 - 従業員組合が「徳陽会館」を開設[4]。
- 2002年（平成14年）
  - 4月25日 - 清算結了。
  - 5月2日 - この日をもって登記簿も閉鎖される。

## 営業譲渡先
営業譲渡先は以下の通り。
- 宮城県内
  - 仙台銀行
  - 七十七銀行[注釈 4]
  - 宮城第一信用金庫
  - 石巻信用金庫
  - 気仙沼信用金庫
  - 仙台信用金庫（現：杜の都信用金庫）
  - 塩竈信用金庫（現：杜の都信用金庫）
  - 仙南信用金庫
- 宮城県外
  - 北日本銀行
  - 福島銀行
  - 東日本銀行[注釈 5]
  - 栃木銀行
  - 武蔵野銀行